# Secrets i mentides
Secrets i mentides (títol original en anglès: Secrets and Lies) és una pel·lícula britànica de Mike Leigh, estrenada el 1996. Ha estat doblada al català.

## Argument
Hortense, una jove negra de vint-i-set anys que viu a Londres, va a la recerca de la seva mare biològica després de la defunció de la seva mare adoptiva.
Aquesta resulta ser una dona blanca, Cynthia obrera d'un barri popular que té una altra noia, Roxanne, que treballa d'escombriaire per a l'Ajuntament. L'existència monòtona de Cynthia serà trastornada per l'arribada d'aquesta intrusa. El primer moment d'estupor passa i una complicitat alegre s'instaura entre les dues dones, però el cercle familiar és clarament més reticent.
A poc a poc tanmateix la generositat i l'esperit de tolerància prevaldran sobre el conformisme petit-burgès i els prejudicis racistes.

## Repartiment
- Brenda Blethyn (Cynthia)
- Marianne Jean-Baptiste (Hortense)
- Claire Rushbrook (Roxanne)
- Timothy Spall (Maurice)
- Elizabeth Berrington (Jane)
- Phyllis Logan (Monica)

## Comentaris
Secrets i mensonges és una pel·lícula molt clàssica. S'atura simplement en els encreuaments dels personatges que es mouen en una estructura narrativa lineal. Tècnicament, Mike Leigh explora les vies tradicionals d'un melodrama típic, però la sobrietat voluntària de la seva tècnica permet deixar la marca en la direcció d'actors.
Els diàlegs de la pel·lícula són en gran part improvisats, Mike Leigh només indicava als actors el seu paper.

## Premis i nominacions[calcitació]

### Premis
- 1996: Palma d'Or al Festival de Cannes.
- 1996: LAFCA a la millor pel·lícula
- BAFTA a la millor actriu per Brenda Blethyn
- BAFTA al millor guió original per Mike Leigh

### Nominacions
- Oscar a la millor actriu per Brenda Blethyn
- Oscar a la millor actriu secundària per Marianne Jean-Baptiste
- Oscar a la millor pel·lícula
- Oscar al millor director per Mike Leigh
- Oscar al millor guió original per Mike Leigh
- BAFTA a la millor pel·lícula
- BAFTA al millor actor per Timothy Spall
- BAFTA a la millor actriu secundària per Marianne Jean-Baptiste
- César a la millor pel·lícula estrangera